# Agave nayaritensis
Agave nayaritensis ist eine Pflanzenart aus der Gattung der Agaven (Agave). Ein englischer Trivialname ist „Nayarit Agave“.

## Beschreibung
Agave nayaritensis wächst einzeln und bildet selten Ableger. Die hellgrünen, lanzettenförmig, variabel angeordneten, schlaffen, fein aufgerauten Blätter sind 85 bis 115 cm lang und 12 bis 15 cm breit. Die welligen, braunen Blattränder sind unregelmäßig gezahnt. Der dunkelbraune Enddorn ist 1 bis 1,5 cm lang.
Der rispige, schlanke, gerade bis etwas gebogene, rotgefärbte Blütenstand wird 3 bis 4 m hoch. Die lockeren, spärlichen Verzweigungen erscheinen in der Mitte und reichen bis zur Spitze. Die gelbfarbenen Blüten sind 40 bis 45 mm lang. Die breit trichterige Röhre wird bis 4 mm lang.
Die Kapselfrüchte und die Samen sind unbekannt.
Die Blütezeit reicht von April bis Mai.

## Systematik und Verbreitung
Agave nayaritensis wächst in Mexiko in den Bundesstaaten Nayarit und Sinaloa in tropischen Regionen auf vulkanischen Felskanten, in Waldland in 600 m bis 700 m Höhe. Sie ist vergesellschaftet mit Sukkulenten- und Kakteenarten.
Die Erstbeschreibung durch Howard Scott Gentry ist 1982 veröffentlicht worden.
Agave nayaritensis ist ein Vertreter der Sektion Marmoratae. Die Art ist selten und war lange nur vom Typfundort Mirador del Aguila bekannt. In Gebirgsregionen in Südsinaloa wurden weitere Kolonien zusammen mit Agave impressa entdeckt. Charakteristisch ist der 3 bis 4 Meter hohe, rotgefärbte, schlanke und gerade bis etwas gebogene Blütenstand.